# Судьба человека
«Судьба человека» — рассказ советского писателя Михаила Шолохова. Написан в 1956 году. Первая публикация — газета «Правда», номера от 31 декабря 1956 и 1 января 1957 года.

## Сюжет
С началом Великой Отечественной войны шофёру Андрею Соколову приходится расстаться с семьёй и уйти на фронт. Уже в первые месяцы войны он получает ранение и попадает в нацистский плен. В плену он переживает все тяжести концлагеря, благодаря своему мужеству избегает расстрела и, наконец, бежит из него за линию фронта, к своим. В коротком фронтовом отпуске на малую родину он узнаёт, что его любимая жена Ирина и обе дочери погибли во время бомбёжки. Он сразу же возвращается на фронт, будучи не в силах больше находиться в родном городе. Из родных у него остался только молодой сын, ставший офицером. В день победы Андрей получает известие о том, что его сын погиб в последний день войны.
После войны одинокий Андрей Соколов работает в чужих местах. Там он встречает маленького мальчика Ваню, оставшегося сиротой. Его мать погибла во время бомбардировки, а отец убит на фронте. Соколов говорит мальчику, что он его отец, и этим даёт мальчику (и себе) надежду на новую жизнь.

Два осиротевших человека, две песчинки, заброшенные в чужие края военным ураганом невиданной силы… Что-то ждёт их впереди? И хотелось бы думать, что этот русский человек, человек несгибаемой воли, выдюжит, и около отцовского плеча вырастет тот, который, повзрослев, сможет всё вытерпеть, всё преодолеть на своём пути, если к этому позовёт его Родина.

## История создания
Сюжет рассказа основан на реальных событиях. Весной 1946 года на охоте Шолохов встретил человека, который поведал ему свою печальную историю. Шолохова захватил этот рассказ, и он решил: «Напишу рассказ об этом, обязательно напишу». Через 10 лет, перечитывая рассказы Хемингуэя, Ремарка и других зарубежных писателей, Шолохов за семь дней написал рассказ «Судьба человека».
Рассказ посвящён Евгении Григорьевне Левицкой.
Этот рассказ написан на основе реальных событий участника ВОВ и друга Шолохова Николая Каргина. Он действительно бежал из нескольких лагерей и вернулся живым, дружил с Шолоховым и его детьми, впоследствии много сделал для станицы Вёшенская, где и жил в соседстве с великим писателем.

## Экранизация
В 1959 году рассказ был экранизирован советским режиссёром Сергеем Бондарчуком, сыгравшим главную роль. Фильм «Судьба человека» в 1959 году был удостоен главного приза на Московском кинофестивале и открыл режиссёру путь в большое кино.